# A Fülöp-szigetek az 1968. évi nyári olimpiai játékokon
A Fülöp-szigetek a mexikói Mexikóvárosban megrendezett 1968. évi nyári olimpiai játékok egyik részt vevő nemzete volt. Az országot az olimpián 10 sportágban 49 sportoló képviselte, akik érmet nem szereztek.

## Atlétika
Férfi
| Versenyző            | Versenyszám | Előfutam | Előfutam | Előfutam | Negyeddöntő | Negyeddöntő | Negyeddöntő | Elődöntő | Elődöntő | Elődöntő | Döntő   | Döntő    |
| Versenyző            | Versenyszám | Idő      | Hely.    | Össz.    | Idő         | Hely.       | Össz.       | Idő      | Hely.    | Össz.    | Idő     | Helyezés |
| -------------------- | ----------- | -------- | -------- | -------- | ----------- | ----------- | ----------- | -------- | -------- | -------- | ------- | -------- |
| Rogelio Onofre       | 100 m       | 10,58    | 6.       | 41.      | kiesett     | kiesett     | kiesett     | kiesett  | kiesett  | kiesett  | kiesett | kiesett  |
| Rogelio Onofre       | 110 m gát   | 15,01    | 6.       | 31.      |             |             |             | kiesett  | kiesett  | kiesett  | kiesett | kiesett  |
| Benjamin Silva-Netto | 5000 m      | 17:10,15 | 13.      | 34.      |             |             |             |          |          |          | kiesett | kiesett  |
| Benjamin Silva-Netto | 10 000 m    |          |          |          |             |             |             |          |          |          | 32:35,2 | 32.      |
| Benjamin Silva-Netto | Maraton     |          |          |          |             |             |             |          |          |          | 2:56:19 | 49.      |

Női
| Versenyző            | Versenyszám   | Döntő    | Döntő    |
| Versenyző            | Versenyszám   | Eredmény | Helyezés |
| -------------------- | ------------- | -------- | -------- |
| Josephine de la Viña | Diszkoszvetés | 46,56 m  | 15.      |

| Versenyző       | Versenyszám | 80 m gát | 80 m gát | Súlylökés | Súlylökés | Magasugrás | Magasugrás | Távolugrás | Távolugrás | 200 m | 200 m | Végeredmény | Végeredmény |
| Versenyző       | Versenyszám | Idő      | Pont     | Eredmény  | Pont      | Eredmény   | Pont       | Eredmény   | Pont       | Idő   | Pont  | Pont        | Helyezés    |
| --------------- | ----------- | -------- | -------- | --------- | --------- | ---------- | ---------- | ---------- | ---------- | ----- | ----- | ----------- | ----------- |
| Lolita Lagrosas | Ötpróba     | 11,86    | 918      | 9,93 m    | 708       | 153 cm     | 869        | 550 cm     | 873        | 27,04 | 763   | 4131        | 25.         |

## Birkózás
Kötöttfogású
| Versenyző          | Versenyszám | 1. forduló                     | 2. forduló                       | 3. forduló        | 4. forduló        | 5. forduló        | 6. forduló        | 7. forduló        | Döntő             | Helyezés    |
| Versenyző          | Versenyszám | Ellenfél Eredmény              | Ellenfél Eredmény                | Ellenfél Eredmény | Ellenfél Eredmény | Ellenfél Eredmény | Ellenfél Eredmény | Ellenfél Eredmény | Ellenfél Eredmény | Helyezés    |
| ------------------ | ----------- | ------------------------------ | -------------------------------- | ----------------- | ----------------- | ----------------- | ----------------- | ----------------- | ----------------- | ----------- |
| Tortillano Tumasis | 63 kg       | Léonard Dutz (BEL) · kétvállas | Simion Popescu (ROU) · kétvállas | kiesett           | kiesett           | kiesett           | kiesett           |                   | kiesett           | helyezetlen |
| Eliseo Salugta     | 70 kg       | Eero Tapio (FIN) · kétvállas   | Steer Antal (HUN) · kétvállas    | kiesett           | kiesett           | kiesett           | kiesett           | kiesett           | kiesett           | helyezetlen |

Szabadfogású
| Versenyző       | Versenyszám | 1. forduló                          | 2. forduló                              | 3. forduló        | 4. forduló        | 5. forduló        | 6. forduló        | 7. forduló        | Döntő             | Helyezés    |
| Versenyző       | Versenyszám | Ellenfél Eredmény                   | Ellenfél Eredmény                       | Ellenfél Eredmény | Ellenfél Eredmény | Ellenfél Eredmény | Ellenfél Eredmény | Ellenfél Eredmény | Ellenfél Eredmény | Helyezés    |
| --------------- | ----------- | ----------------------------------- | --------------------------------------- | ----------------- | ----------------- | ----------------- | ----------------- | ----------------- | ----------------- | ----------- |
| Rogelio Famatid | 57 kg       | Herbert Singerman (CAN) · kétvállas | visszalépett                            | kiesett           | kiesett           | kiesett           | kiesett           |                   | kiesett           | helyezetlen |
| Antonio Senosa  | 63 kg       | Níkosz Karipídisz (GRE) · kétvállas | José Ramos (CUB) · kétvállas            | kiesett           | kiesett           | kiesett           | kiesett           | kiesett           | kiesett           | helyezetlen |
| Eliseo Salugta  | 70 kg       | Guy Marchand (FRA) · kétvállas      | Danzandarjaa Sereeter (MGL) · kétvállas | kiesett           | kiesett           | kiesett           | kiesett           |                   | kiesett           | helyezetlen |

## Kerékpározás

### Pálya-kerékpározás
Sprintverseny
| Versenyző      | Versenyszám  | 1. forduló                                      | 1. forduló | Vigaszág                                           | Vigaszág | 2. forduló             | 2. forduló | Vigaszág               | Vigaszág | Nyolcaddöntő           | Nyolcaddöntő | Vigaszág selejtező     | Vigaszág selejtező | Vigaszág döntő       | Vigaszág döntő | Negyeddöntő          | Elődöntő             | Döntő                | Helyezés    |
| Versenyző      | Versenyszám  | Ellenfelek Győztes idő                          | Hely.      | Ellenfelek Győztes idő                             | Hely.    | Ellenfelek Győztes idő | Hely.      | Ellenfelek Győztes idő | Hely.    | Ellenfelek Győztes idő | Hely.        | Ellenfelek Győztes idő | Hely.              | Ellenfél Győztes idő | Hely.          | Ellenfél Győztes idő | Ellenfél Győztes idő | Ellenfél Győztes idő | Helyezés    |
| -------------- | ------------ | ----------------------------------------------- | ---------- | -------------------------------------------------- | -------- | ---------------------- | ---------- | ---------------------- | -------- | ---------------------- | ------------ | ---------------------- | ------------------ | -------------------- | -------------- | -------------------- | -------------------- | -------------------- | ----------- |
| Rolando Guaves | Férfi egyéni | Dino Verzini (ITA) · Leslie King (TRI) · 10,87  | 3.         | Jocelyn Lovell (CAN) · Arturo García (MEX) · 11,30 | 3.       | kiesett                | kiesett    | kiesett                | kiesett  | kiesett                | kiesett      | kiesett                | kiesett            | kiesett              | kiesett        | kiesett              | kiesett              | kiesett              | helyezetlen |
| Roberto Roxas  | Férfi egyéni | Daniel Morelon (FRA) · Juan Reyes (CUB) · 11,24 | 3.         | José Pittaro (ARG) · Aubrey Bryce (GUY) · 11,41    | 2.       | kiesett                | kiesett    | kiesett                | kiesett  | kiesett                | kiesett      | kiesett                | kiesett            | kiesett              | kiesett        | kiesett              | kiesett              | kiesett              | helyezetlen |

Időfutam
| Versenyző      | Versenyszám  | Idő     | Helyezés |
| -------------- | ------------ | ------- | -------- |
| Rolando Guaves | Férfi egyéni | 1:10,02 | 28.      |

Üldözőversenyek
| Versenyző            | Versenyszám  | Selejtező | Selejtező | Nyolcaddöntő | Nyolcaddöntő | Nyolcaddöntő | Elődöntő     | Elődöntő  | Elődöntő | Döntő        | Döntő     | Helyezés |
| Versenyző            | Versenyszám  | Idő       | Hely.     | Ellenfél Idő | Saját idő    | Hely.        | Ellenfél Idő | Saját idő | Hely.    | Ellenfél Idő | Saját idő | Helyezés |
| -------------------- | ------------ | --------- | --------- | ------------ | ------------ | ------------ | ------------ | --------- | -------- | ------------ | --------- | -------- |
| Benjamin Evangelista | Férfi egyéni | 5:22,12   | 20.       | kiesett      | kiesett      | kiesett      | kiesett      | kiesett   | kiesett  | kiesett      | kiesett   | 20.      |

## Kosárlabda
| Fülöp-szigeteki férfi kosárlabdacsapat-játékoskeret                                                    | Fülöp-szigeteki férfi kosárlabdacsapat-játékoskeret                                       |
| --- | ----------------------------------------------------------------------------------------- |
| - Orly Bauzon - Danny Florencio - Robert Jaworski - Jimmy Mariano - Rogelio Melencio - Alfonso Marquez | - Ed Ocampo - Jun Papa - Renato Reyes - Alberto Reynoso - Joaquin Rojas - Elias Tolentino |

### Eredmények
Csoportkör
A csoport
| Csapat                 | M | Gy | V | P+  | P–  | Pk   |
| ---------------------- | - | -- | - | --- | --- | ---- |
| Egyesült Államok (USA) | 7 | 7  | 0 | 599 | 392 | +207 |
| Jugoszlávia (YUG)      | 7 | 6  | 1 | 592 | 511 | +81  |
| Olaszország (ITA)      | 7 | 5  | 2 | 562 | 539 | +23  |
| Spanyolország (ESP)    | 7 | 4  | 3 | 557 | 548 | +9   |
| Puerto Rico (PUR)      | 7 | 3  | 4 | 493 | 468 | +25  |
| Panama (PAN)           | 7 | 2  | 5 | 572 | 624 | –52  |
| Fülöp-szigetek (PHI)   | 7 | 1  | 6 | 525 | 636 | –111 |
| Szenegál (SEN)         | 7 | 0  | 7 | 383 | 565 | –182 |

| 1968. október 13. | Olaszország (ITA) | 91 – 66 | Fülöp-szigetek (PHI) |  |
| 1968. október 13. | (35–39)           |         |                      |  |

| 1968. október 14. | Spanyolország (ESP) | 108 – 79 | Fülöp-szigetek (PHI) |  |
| 1968. október 14. | (46–34)             |          |                      |  |

| 1968. október 15. | Egyesült Államok (USA) | 96 – 75 | Fülöp-szigetek (PHI) |  |
| 1968. október 15. | (48–26)                |         |                      |  |

| 1968. október 16. | Panama (PAN) | 95 – 92 | Fülöp-szigetek (PHI) |  |
| 1968. október 16. | (38–48)      |         |                      |  |

| 1968. október 18. | Puerto Rico (PUR) | 89 – 65 | Fülöp-szigetek (PHI) |  |
| 1968. október 18. | (45–33)           |         |                      |  |

| 1968. október 19. | Fülöp-szigetek (PHI) | 80 – 68 | Szenegál (SEN) |  |
| 1968. október 19. | (33–29)              |         |                |  |

| 1968. október 20. | Jugoszlávia (YUG) | 89 – 68 | Fülöp-szigetek (PHI) |  |
| 1968. október 20. | (46–30)           |         |                      |  |

A 13–16. helyért
| 1968. október 22. | Fülöp-szigetek (PHI) | 86 – 57 | Marokkó (MAR) |  |
| 1968. október 22. | (36–26)              |         |               |  |

A 13. helyért
| 1968. október 23. | Fülöp-szigetek (PHI) | 66 – 63 | Dél-Korea (KOR) |  |
| 1968. október 23. | (31–34)              |         |                 |  |

| Csapat               | Helyezés |
| -------------------- | -------- |
| Fülöp-szigetek (PHI) | 13.      |

## Ökölvívás
| Versenyző           | Versenyszám | Selejtező                | 32-es főtábla               | Nyolcaddöntő               | Negyeddöntő       | Elődöntő          | Döntő             | Helyezés |
| Versenyző           | Versenyszám | Ellenfél Eredmény        | Ellenfél Eredmény           | Ellenfél Eredmény          | Ellenfél Eredmény | Ellenfél Eredmény | Ellenfél Eredmény | Helyezés |
| ------------------- | ----------- | ------------------------ | --------------------------- | -------------------------- | ----------------- | ----------------- | ----------------- | -------- |
| Manolo Vicera       | Papírsúly   |                          | Bernd Englmeier (GDR) · 0-5 | kiesett                    | kiesett           | kiesett           | kiesett           | 17.      |
| Rodolfo Diaz        | Légsúly     |                          | Kenny Mwansa (ZAM) · 1-4    | kiesett                    | kiesett           | kiesett           | kiesett           | 17.      |
| Dominador Calumarde | Harmatsúly  | erőnyerő                 | Morioka Eidzsi (JPN) · 1-4  | kiesett                    | kiesett           | kiesett           | kiesett           | 17.      |
| Teogenes Pelegrino  | Pehelysúly  |                          | Fantahun Seifu (ETH) · KO   | Albert Robinson (USA) · KO | kiesett           | kiesett           | kiesett           | 9.       |
| Rodolfo Arpon       | Könnyűsúly  | Pedro Agüero (ARG) · 2-3 | kiesett                     | kiesett                    | kiesett           | kiesett           | kiesett           | 33.      |

## Sportlövészet
Nyílt
| Versenyző         | Versenyszám                    | Pont | Helyezés |
| ----------------- | ------------------------------ | ---- | -------- |
| Horacio Miranda   | Gyorstüzelő pisztoly           | 541  | 54.      |
| Paterno Miranda   | Gyorstüzelő pisztoly           | 578  | 32.      |
| José Agdamag      | Szabadpisztoly                 | 514  | 61.      |
| Antonio Mendoza   | Szabadpisztoly                 | 514  | 60.      |
| Jaime Villafuerte | Sportpuska, fekvő              | 587  | 48.      |
| Adolfo Feliciano  | Sportpuska, fekvő              | 583  | 67.      |
| Adolfo Feliciano  | Sportpuska, összetett          | 1133 | 34.      |
| Adolfo Feliciano  | Szabadpuska, összetett (300 m) | 1108 | 22.      |
| Bernardo San Juan | Szabadpuska, összetett (300 m) | 1060 | 28.      |
| Leopoldo Ang      | Sportpuska, összetett          | 1098 | 50.      |

## Súlyemelés
| Versenyző            | Versenyszám | Nyomás                   | Nyomás                   | Szakítás | Szakítás | Lökés    | Lökés    | Összesen | Helyezés |
| Versenyző            | Versenyszám | Eredmény                 | Helyezés                 | Eredmény | Helyezés | Eredmény | Helyezés | Összesen | Helyezés |
| -------------------- | ----------- | ------------------------ | ------------------------ | -------- | -------- | -------- | -------- | -------- | -------- |
| Arturo Dandan        | 56 kg       | érvényes kísérlet nélkül | érvényes kísérlet nélkül | kiesett  | kiesett  | kiesett  | kiesett  | kiesett  | kiesett  |
| Salvador del Rosario | 56 kg       | érvényes kísérlet nélkül | érvényes kísérlet nélkül | kiesett  | kiesett  | kiesett  | kiesett  | kiesett  | kiesett  |
| Noe Rinonos          | 60 kg       | 110,0                    | 12.                      | 100,0    | 13.      | 132,5    | 14.      | 342,5    | 15.*     |

* - egy másik versenyzővel azonos eredményt ért el

## Torna
Férfi
| Versenyző     | Versenyszám      | Selejtező | Selejtező | Döntő    | Döntő    |
| Versenyző     | Versenyszám      | Pontszám  | Helyezés  | Pontszám | Helyezés |
| ------------- | ---------------- | --------- | --------- | -------- | -------- |
| Ernesto Beren | Talaj            | 6,10      | 117.      | kiesett  | kiesett  |
| Ernesto Beren | Korlát           | 6,65      | 116.      | kiesett  | kiesett  |
| Ernesto Beren | Gyűrű            | 6,25      | 117.      | kiesett  | kiesett  |
| Ernesto Beren | Egyéni összetett |           |           | 19,00    | 117.     |
| Norman Henson | Talaj            | 7,70      | 116.      | kiesett  | kiesett  |
| Norman Henson | Ugrás            | 8,40      | 115.      | kiesett  | kiesett  |
| Norman Henson | Korlát           | 4,95      | 117.      | kiesett  | kiesett  |
| Norman Henson | Gyűrű            | 6,60      | 116.      | kiesett  | kiesett  |
| Norman Henson | Egyéni összetett |           |           | 27,65    | 116.     |

## Úszás
Férfi
| Versenyző                                                   | Versenyszám            | Előfutam | Előfutam | Előfutam | Elődöntő | Elődöntő | Elődöntő | Döntő   | Döntő    |
| Versenyző                                                   | Versenyszám            | Idő      | Hely.    | Össz.    | Idő      | Hely.    | Össz.    | Idő     | Helyezés |
| ----------------------------------------------------------- | ---------------------- | -------- | -------- | -------- | -------- | -------- | -------- | ------- | -------- |
| Roosevelt Abdulgafur                                        | 100 m gyors            | 55,8     | 4.       | 22.**    | 55,9     | 8.       | 23.*     | kiesett | kiesett  |
| Roosevelt Abdulgafur                                        | 200 m gyors            | 2:04,8   | 4.       | 24.      |          |          |          | kiesett | kiesett  |
| Luis Ayesa                                                  | 200 m gyors            | 2:12,2   | 4.       | 48.      |          |          |          | kiesett | kiesett  |
| Luis Ayesa                                                  | 100 m gyors            | 56,2     | 4.       | 27.**    | kiesett  | kiesett  | kiesett  | kiesett | kiesett  |
| Tony Asamali                                                | 200 m gyors            | 2:06,2   | 3.       | 32.      |          |          |          | kiesett | kiesett  |
| Tony Asamali                                                | 400 m gyors            | 4:47,6   | 6.       | 30.*     |          |          |          | kiesett | kiesett  |
| Tony Asamali                                                | 200 m hát              | 2:30,0   | 7.       | 26.      |          |          |          | kiesett | kiesett  |
| Tony Asamali                                                | 200 m vegyes           | 2:24,6   | 4.       | 28.*     |          |          |          | kiesett | kiesett  |
| Amman Jalmaani                                              | 200 m mell             | 2:42,6   | 5.       | 28.*     |          |          |          | kiesett | kiesett  |
| Amman Jalmaani                                              | 100 m mell             | 1:10,6   | 3.       | 19.**    | 1:10,4   | 6.       | 11.      | kiesett | kiesett  |
| Leroy Goff                                                  | 100 m mell             | 1:13,7   | 6.       | 32.*     | kiesett  | kiesett  | kiesett  | kiesett | kiesett  |
| Leroy Goff                                                  | 100 m pillangó         | 1:02,0   | 6.       | 33.      | kiesett  | kiesett  | kiesett  | kiesett | kiesett  |
| Leroy Goff                                                  | 200 m pillangó         | 2:25,3   | 7.       | 29.      |          |          |          | kiesett | kiesett  |
| Roosevelt Abdulgafur Amman Jalmaani Tony Asamali Luis Ayesa | 4 × 100 m gyorsváltó   | 3:47,8   | 8.       | 14.      |          |          |          | kiesett | kiesett  |
| Roosevelt Abdulgafur Tony Asamali Leroy Goff Luis Ayesa     | 4 × 200 m gyorsváltó   | 8:41,0   | 5.       | 15.      |          |          |          | kiesett | kiesett  |
| Tony Asamali Amman Jalmaani Leroy Goff Roosevelt Abdulgafur | 4 × 100 m vegyes váltó | 4:15,7   | 5.       | 16.      |          |          |          | kiesett | kiesett  |

Női
| Versenyző     | Versenyszám | Előfutam | Előfutam | Előfutam | Elődöntő | Elődöntő | Elődöntő | Döntő   | Döntő    |
| Versenyző     | Versenyszám | Idő      | Hely.    | Össz.    | Idő      | Hely.    | Össz.    | Idő     | Helyezés |
| ------------- | ----------- | -------- | -------- | -------- | -------- | -------- | -------- | ------- | -------- |
| Helen Elliott | 200 m gyors | 2:25,4   | 4.       | 28.      |          |          |          | kiesett | kiesett  |
| 400 m gyors   | 4:59,9      | 4.       | 16.      |          |          |          | kiesett  | kiesett |          |
| 800 m gyors   | 10:32,9     | 5.       | 22.      |          |          |          | kiesett  | kiesett |          |
| 100 m gyors   | 1:05,1      | 5.       | 32.***   | kiesett  | kiesett  | kiesett  | kiesett  | kiesett |          |
| 100 m gyors   | Hedy García | 1:06,1   | 7.       | 41.**    | kiesett  | kiesett  | kiesett  | kiesett | kiesett  |
| 200 m mell    | Hedy García | 3:08,1   | 4.       | 28.      |          |          |          | kiesett | kiesett  |
| 200 m vegyes  | Hedy García | 2:42,3   | 3.       | 25.      |          |          |          | kiesett | kiesett  |
| 400 m vegyes  | Hedy García | 6:07,3   | 7.       | 26.      |          |          |          | kiesett | kiesett  |

* - egy másik versenyzővel azonos időt ért el

** - két másik versenyzővel azonos időt ért el

*** - három másik versenyzővel azonos időt ért el

## Vitorlázás
Nyílt
| Versenyző        | Versenyszám | Futam  | Futam | Futam | Futam | Futam | Futam | Futam | Pontszám | Helyezés |
| Versenyző        | Versenyszám | 1      | 2     | 3     | 4     | 5     | 6     | 7     | Pontszám | Helyezés |
| ---------------- | ----------- | ------ | ----- | ----- | ----- | ----- | ----- | ----- | -------- | -------- |
| Manuel Villareal | Finn dingi  | (42,0) | 42,0  | 38,0  | 40,0  | 41,0  | 38,0  | 40,0  | 239,0    | 36.      |